# 나카쓰가와촌 (야마가타현)
나카쓰가와촌(中津川村)은 야마가타현 미나미오키타마군에 설치되었던 촌이다. 현재의 니시오키타마군 이데정 남부에 해당한다.